# Албрехт Карл (Баден)
Албрехт Карл фон Баден (на немски: Albrecht Karl von Baden; * 17 август 1598, Кастелаун; † 23 юни 1626, дворец Хунддворец) е принц от Баден-Баден.

## Живот
Той е третият син на маркграф Едуард Фортунат фон Баден-Баден (1565 – 1600) и съпругата му Мария фон Айкен (1571 – 1636), дъщеря на Йобст фон Айкен и Барбара фон Мол. По-големите му братя са Вилхелм (1593 – 1677) и Херман Фортунат (1595 – 1665). Техните опекуни ерцхерцог Албрехт VII фон Хабсбург и граф Салентин фон Изенбург успяват да осигурят от императора правата за наследството на баща му.
Албрехт Карл по невнимание сам се застрелва през 1626 г.